# سان فيتو كييتينو
سان فيتو كييتينو (بالإيطالية: San Vito Chietino)‏ هي بلدية في مقاطعة كييتي في إقليم أبروتسو الإيطالي.

## السكان
في سنة 1861 بلغ عدد السكان 3٬729 نسمة، وتطور العدد ليصل في سنة 2011 لـ 5٬226 نسمة.
يظهر هذا المخطط البياني تطور النمو السكاني لـ سان فيتو كييتينو

## توأمة
لسان فيتو كييتينو اتفاقيات توأمة مع:
- سان فيتو لو كابو